# Svetislav Basara
Svetislav Basara, cyr. Светислав Басара (ur. 21 grudnia 1953 w Bajinej Bašcie) – serbski pisarz i publicysta.

## Życiorys
Dzieciństwo spędził w Užicach, gdzie ukończył szkołę średnią. Studiował na wydziale filologicznym Uniwersytetu w Belgradzie, ale w 1976 po dwóch semestrach porzucił studia. Pracował jako dziennikarz i felietonista w pismach Književna reč (1983-1986) i w Međaj (1989). Pisał felietony do działu Famozno w czasopiśmie Danas, a od 2021 także do czasopisma Kurir.
Związany politycznie z Partią Demokratyczną, był także członkiem Demokratycznej Partii Serbii i Chrześcijańskiej Partii Demokratycznej. W latach 2001–2005 sprawował funkcję ambasadora Serbii i Czarnogóry na Cyprze. W 2017 był sygnatariuszem Deklaracji o wspólnym języku, podpisanej przez intelektualistów z krajów b. Jugosławii.
Dorobek twórczy Basary obejmuje ponad 50 tomów prozy: powieści, opowiadań i esejów, powstałych w latach 1982–2023. Rozpoznawalność w Serbii przyniosła mu powieść Fama o biciklistima, wydana w 1987. W swoich utworach pisarz nie unika odwołań do bieżącej polityki, wskazując na przejawy ekstremizmu i skrajnego nacjonalizmu we współczesnej Serbii.
Jest żonaty (żona Vida z d. Crnčević), miał dwoje dzieci.

## Twórczość

### Powieści
- 1985: Kinesko pismo
- 1985: Peking by Night
- 1986: Napuklo ogledalo
- 1987: Fama o biciklistima
- 1990: Na Gralovom tragu
- 1992: Mongolski bedeker
- 1993: De bello civili
- 1995: Ukleta zemlja
- 2001: Džon B. Malkovič
- 2004: Srce Zemlje
- 2006: Uspon i pad Parkinsonove bolesti
- 2008: Dnevnik Marte Koen: okultna pozadina komunističkog pokreta u Jugoslaviji 1928-1988
- 2008: Izgubljen u samoposluzi
- 2010: Na Gralovom tragu: drugi deo romana Fama o biciklistima
- 2010: Tajna istorija Bajine Bašte
- 2010: Početak bune protiv dahija
- 2011: Mein Kampf
- 2012: Dugovečnost: komendija del arte
- 2013: Gnusoba
- 2015: Anđeo atentata: tabloid
- 2017: Nova srpska trilogija
- 2020: Kontraendorfin
- 2021: Andrićeva lestvica užasa: gotski roman
- 2023: Rekapitulacija: niemi film

### Eseje
- 1987: Na ivici
- 1992: Tamna strana meseca
- 1995: Drvo istorije
- 1996: Virtualna kabala
- 1998: Vučji brlog
- 2009: Fundamentalizam debiliteta
- 2010: Eros, giros i Tanatos
- 2014: Na ivici
- 2015: Yugonostalgia
- 2017: Pušači crvenog bana

### Opowiadania
- 1982: Priče u nestajanju
- 1989: Fenomeni
- 1994: Izabrane priče
- 1997: Looney Tunes
- 1998: Sveta mast
- 1999: Ideologija heliocentrizma
- 2000: Mašine iluzija
- 2000: Kratkodnevnica
- 2001: Bumerang
- 2001: Oksimoron
- 2005: Fantomski bol
- 2008: Majmunopisanije
- 2014: Tušta i tma (razem z Miljenko Jergoviciem)
- 2015: Drugi krug (razem z Miljenko Jergoviciem)
- 2016: Očaj od nane
- 2016: Andrićeva lestvica užasa
- 2018: Atlas pseudomitologije
- 2021: Stvar duha: zapisi o slikarstwu

### Dramat
- 1997: Sabrane pozorišne drame
- 2009: Nova Stradija

## Tłumaczenia na język polski
- 1997: Falseland, tł. Magdalena Dyras, FA-art: kwartalnik Ruchu „Wolność i Pokój”. 1997/1, s. 5–7.
- 2003: Uczniowie Dositeja, tł. Monika Nowak, Tygiel Kultury 2003/7-9, s. 31–35.
- 2013: Zaklęty kraj: Opowiadania, tł. Danuta Ćirlić-Straszyńska, Literatura na Świecie 2013/5-6, s. 113–155.
- 2019: Letnie przesilenie, tł. Danuta Ćirlić-Straszyńska, Wyd. Książkowe Klimaty
- 2021: Dziennik Marty Koen, tł. Danuta Cirlić-Straszyńska, Wydawnictwo Akademickie Sedno
- 2024: Ohyda, tł. Danuta Cirlić-Straszyńska, Wydawnictwo Akademickie Sedno

## Nagrody i wyróżnienia
- 2006: Nagroda NIN za książkę Uspon i pad Parkinsonove bolesti
- 2015: Nagroda Biljany Jovanović za książkę Anđeo atentata
- 2015: Nagroda Isidory Sekulić za książkę Anđeo atentata
- 2020: Nagroda NIN za książkę Kontraendorfin